# 吴澄江
吴澄（?—?），或作吴澄江，唐朝外戚，濮州濮阳县人。唐玄宗的驸马。
高祖父吴景达为尚药奉御，曾祖父吴绚为德阳县令，祖父吴训为神泉县令，父亲郫县丞吴令珪。他的妹妹在父亲犯罪后没入掖庭宫，成为忠王李玙的侍妾，即唐代宗生母章敬吴太后。吴澄娶唐玄宗第十六女楚国公主为妻，官至殿中监、驸马都尉。唐代宗即位，追封母亲为皇后，吴澄兄吴溆被任命为鸿胪少卿，封鄄城县公；吴澄任命为太子宾客，封濮阳县公；吴澄弟吴凑，任命为太子詹事，封临濮县公；并加开府仪同三司。吴澄之子吳士廣娶唐代宗的女儿普宁公主。唐德宗兴元元年（784年）楚国公主上表请求去当道士，德宗“诏可”，并赐给她道号“上善”。